# Родригесова летяща лисица
Родригесовата летяща лисица (Pteropus rodricensis) е вид бозайник от семейство Плодоядни прилепи (Pteropodidae). Класифициран е като застрашен.

## Разпространение
Видът е ендемичен за Родригес, остров в Индийския океан, принадлежащ на Мавриций.